# دائرة طولقة
دائرة طولقة هي إحدى دوائر ولاية بسكرة الجزائرية.